# Mesjid Andeue
Mesjid Andeue is een bestuurslaag in het regentschap Pidie van de provincie Atjeh, Indonesië. Mesjid Andeue telt 414 inwoners (volkstelling 2010).